# Petr Kotek
Petr Kotek (* 6. října 1963) je český režisér, který se stal známým především režírováním filmu Záhada hlavolamu.
Petr Kotek vystudoval SPŠ grafickou, obor užitá fotografie (1978–1982), pak 1982 až 1984 působil jako fotograf Střediska státní památkové péče a ochrany přírody Středočeského kraje. V letech 1985–1991 vystudoval FAMU, obor režie dokumentární tvorby.

## Dokumenty věnované spisovateli Foglarovi
Ve své dokumentární filmové tvorbě se Kotek opakovaně vrací k dílu spisovatele Jaroslava Foglara. Už jako student FAMU v roce 1986 natočil napůl reálný a napůl fiktivní „dokument“ o pátrání po reálných základech stínadelských románů. Film nebyl běžně dostupný, ale byl několikrát promítán na uzavřených projekcích. Vznikla kolem něho tajemná atmosféra. Dnes je zajímavým dokumentem i vzhledem k tomu, že ukazuje stav tehdejších domů na Praze 1 v polovině osmdesátých let 20. století.
Později se Kotek opakovaně věnoval Foglarovi v dokumentech Cesty za modrým světlem [II.] (1992), GENUS (1995) a Hlavolam jménem Jaroslav Foglar (2003).

## Studentské práce (výběr)
- Cesty za modrým světlem [I.] (1986)

## Režie, hraná tvorba (výběr)
- Expozitura (2009), TV seriál
- Škodná (2006), TV film
- Návrat zbloudilého pastýře (2004), TV film
- Nepodepsaný knoflík (2003)
- Černí andělé (TV seriál, 2001), TV seriál
- Requiem (2001), TV film
- Záhada hlavolamu (1993), celovečerní film

## Režie, dokument (výběr)
- Divoká krev Jiřího Císlera (2005)
- Dva chrámy Josefa Kemra (2005)
- Hlavolam jménem Jaroslav Foglar (2003)
- Město mrtvých (1997)
- Cesty za modrým světlem [II.] (1992)